# فلسفه متعالی
نشریه فلسفه متعالی (به انگلیسی: Transcendent Philosophy Journal) تنها مجله تخصصی مطالعات مقایسه ‌ای فلسفه و عرفان اسلامی و غربی است که به زبان انگلیسی در غرب از سال ۲۰۰۰ توسط  آکادمی مطالعات ایرانی لندن  و به سردبیری سلمان صفوی منتشر می‌شود.
محمد خامنه‌ای، محسن اراکی و سلمان صفوی از بنیانگذاران این نشریه و محمد خامنه‌ای، حسین نصر، ویلیام چیتیک، موریس، غلام‌رضا اعوانی، شهرام پازوکی، سید مصطفی محقق داماد، غلام‌حسین ابراهیمی دینانی، رضا داوری اردکانی، حسین ضیایی، الیور لیمن، هرمان لندولت از اعضای هیئت داروان آن هستند.

## منبع ها
1. ↑  «شماره جدید مجله بین المللی "ترانسندنت فیلوسوفی" منتشر شد». خبرگزاری مهر. ۲۹ دی ۱۳۸۹.[پیوند مرده]
2. ↑  گزارش میراث 37ـ دوماهنامۀ تخصصی اطلاع‌رسانی در حوزۀ تصحیح انتقادی متون، نسخه‌شناسی و مباحث ایران‌شناسی دورۀ دوم، سال چهارم، شمارۀ سی و هفتم، بهمن و اسفندماه 1388